# Шадда
Шадда (араб. شدة‎ [ˈʃadːa] — усиление, интенсивность, прочность) — знак огласовки в арабском письме. Означает удвоение согласной.
Шадда ставится в двух случаях: для обозначения удвоенного согласного (то есть сочетания вида X-сукун-X), либо в сочетаниях из долгой гласной и согласной, обозначаемых одной и той же буквой (таких сочетаний два: ӣй и ӯв). Огласовка удвоенного согласного фатхой или даммой изображается над шаддой, кясрой— под буквой или под шаддой.
По форме представляет собой маленькую букву س син, от слова шадда. Происходит из поэзии Аль-Халиля аль-Фарахиди в VIII веке, заменив ранее использовавшуюся точку.